# Innere Truppen der UdSSR
Die Inneren Truppen der UdSSR, auch Innere Truppen des Innenministeriums der UdSSR (Originalbezeichnung: russisch Внутренние войска Министерства внутренних дел СССР (ВВ МВД СССР) / Wnutrennie woiska Ministerstwa wnutrennich del SSSR (WW MWD SSSR)), waren paramilitärische Formationen zum inneren Schutz der Sowjetunion. Zum Auftrag der Inneren Truppen gehörten u. a.:
- Bewachung staatlicher Einrichtungen
- Schutz der Bevölkerung vor Verbrechen, Übergriffen und Eingriffen in ihre Rechte
- Aufrechterhaltung von öffentlicher Ordnung und
- Bewachung von Gefangenentransporten
- Bewachung von Straf- und Arbeitslagern

Vom 1. September 1939 bis 21. März 1989 gehörten die Inneren Truppen der UdSSR zu den Bewaffneten Organen der Sowjetunion, unterstanden jedoch dem Innenministerium. 
Nach dem Zerfall der Sowjetunion erhielten die Inneren Truppen der UdSSR im Jahre 1992 die Bezeichnung Innere Truppen der Russischen Föderation und wurden entsprechend den veränderten Lagebedingungen umstrukturiert. 2016 wurden sie direkt dem russischen Präsidenten unterstellt und in Nationalgarde (Rosgwardija) umbenannt.

## Oberbefehlshaber
Oberbefehlshaber (bis 1990 – Chef Streitkräfte) der Inneren Truppen  des NKWD der UdSSR (1941–1946); MWD der UdSSR (1946–1947, 1953–1960, 1968–1991), MGB der UdSSR (1947–1953); MOOP der UdSSR (1966–1968); MWD der UdSSR (1966–1991):
- 1941–1942: A.I. Gulew, Generalmajor
- 1942–1944: I.S. Scherdega, Generalmajor
- 1944–1946: A. N. Apollonow, Generaloberst
- 1946–1953: P.W. Burmak, Generalleutnant
- 1953–1954: T.F. Filippow, Generalleutnant
- 1954–1956: A.S. Sirotkin, Generalleutnant
- 1956–1957: T.A. Strokatsch, Generalleutnant, auch OB der Grenztruppen der UdSSR
- 1957–1960: S.I. Donskow, Generalleutnant
- 1960–1961: G.I. Aleinikow, Generalleutnant
- 1961–1968: I.I. Pilschtschuk, Generalleutnant
- 1968–1986: I.K. Jakowlew, Generaloberst, ab 1980 Armeegeneral
- 1986–1991: Ju.W. Schatalin, Generaloberst
- 1991–1992: W.N. Sawwin, Generaloberst

## Lehreinrichtungen
- Leningrader Polit-Offiziershochschule des Innenministeriums (Leningrad)
- Ordschonikidser Kommandeurs-Offiziershochschule des Innenministeriums (Ordschonikidse)
- Saratower Kommandeurs-Offiziershochschule des Innenministeriums (Saratow)
- Permer Kommandeurs-Offiziershochschule des Innenministeriums (Perm)
- Nowosibirsker Kommandeurs-Offiziershochschule des Innenministeriums (Nowosibirsk)
- Charkower Kommandeurs-Offiziershochschule des Innenministeriums (Charkow)